# Ferrari 290 MM
La 290 MM è una autovettura da competizione prodotta dalla Ferrari nel 1956.

## Il contesto
Questa vettura fu concepita per debuttare alla Mille Miglia del 1956, da cui la sigla “MM” nel nome. Ne furono prodotti quattro esemplari.
Il motore era un V12 a doppia accensione e carter secco che derivava dal 4,5 litri utilizzato all'epoca dalla Ferrari in Formula 1. Molte caratteristiche tecniche del propulsore richiamavano i motori progettati da Aurelio Lampredi, anche se i valori della corsa e dell'alesaggio erano caratteristici di quelli di Gioachino Colombo. 
La genesi del propulsore va ricercata negli scarsi successi della Ferrari nelle competizioni nel 1955, dove i motori usati erano in linea a quattro ed a sei cilindri. In questo periodo la Ferrari acquistò il reparto corse della Lancia che si occupava di Formula 1, e con esso arrivarono gli ingegneri Vittorio Jano, Vittorio Bellentani e Andrea Fraschetti. Essi progettarono un V12 che si basava su quelli di Lampredi e Colombo, prendendo le caratteristiche migliori del motore a “corsa lunga” del primo e di quello a “corsa corta” del secondo.
Il telaio era invece molto simile a quello montato sulle 250.

## Le competizioni
Al suo debutto alla Mille Miglia del 1956 fu subito vittoriosa con Eugenio Castellotti, seguita al quarto posto da un'altra 290 MM guidata da Juan Manuel Fangio. Al secondo e terzo posto si erano poi classificate altre due Ferrari, delle 860 Monza, condotte da Peter Collins e Luigi Musso.
Un'altra vittoria importante della 290 MM fu al Gran Premio di Svezia del 1956 con Phil Hill e Maurice Trintignant, ultima gara per il campionato Sport Prototipo di quella stagione, dove la Ferrari mise il sigillo finale alla vittoria nel campionato costruttori.
Nella stagione 1957 un esemplare vinse la 1000 km di Buenos Aires, correndo con la Scuderia Temple Buell, e guidata da Masten Gregory, Eugenio Castellotti e Luigi Musso. Nello stesso anno un modello della 860 Monza fu convertito in una 290 MM. Quest'ultimo esemplare prese parte con la Ferrari alla stessa competizione ed arrivò terzo guidato da Alfonso de Portago e Peter Collins.

## Caratteristiche tecniche
Il motore era un V12 a 60° anteriore, longitudinale e non sovralimentato da 3490,61 cm³ di cilindrata. L'alesaggio e la corsa erano rispettivamente di 73 mm e 69,5 mm, mentre il rapporto di compressione era di 9:1. La potenza massima erogata dal propulsore era di 320 CV a 7200 giri al minuto.
La distribuzione era formata da un monoalbero che comandava due valvole per cilindro. L'alimentazione era assicurata da tre carburatori di marca Weber e modello IR4/C1, mentre l'accensione era doppia con quattro spinterogeni. La frizione era multidisco.
Le sospensioni anteriori erano indipendenti, con quadrilateri trasversali e molle elicoidali, mentre quelle posteriori erano costituite da un ponte De Dion, doppi puntoni e balestre trasversali. Entrambi montavano ammortizzatori idraulici. I freni erano a tamburo, mentre il cambio era a quattro rapporti più la retromarcia. Lo sterzo era a vite senza fine e settore dentato. La trazione era posteriore, mentre il differenziale era autobloccante.
Il telaio era tubolare in acciaio, mentre la carrozzeria era spider a 2 posti in alluminio.
La velocità massima raggiunta dal veicolo era di 280 km/h.